# Découvertes Gallimard

Cotoarele cărţilor (ediția română), de la dreapta la stânga: seriile Ⅰ–Ⅴ.

Découvertes Gallimard (literalmente „Descoperiri Gallimard”; în România: Découvertes Univers ― Colecțiile Cotidianul. Enciclopedica, sau Enciclopediile Découvertes) este o colecție enciclopedică de cărți ilustrate în format de buzunar. Cărțile însele acopereau o mare varietate de subiecte. Acesta a fost publicată la 21 noiembrie 1986 de Éditions Gallimard cu primul volum À la recherche de l’Égypte oubliée (ediția română – Egiptul: Tărâmul uitat⁠(fr)[traduceți]), scris de egiptologul francez Jean Vercoutter⁠(fr)[traduceți]. Până în prezent, colecția conține mai mult de 700 de cărți.
Dimensiunea de hârtie A6 (125 × 178 mm) este utilizată pentru aceste cărți și imprimate pe hârtie cretată, groasă și lucioasă, decorate cu ilustrații în culoare plină. Designul copertei este una dintre particularități, diferă de celelalte cărți documentare prin viziunea sa: o imagine de dimensiune completă este folosită pentru coperta anterioară, o imagine minusculă este folosită pe cotor. De asemenea, o imagine utilizată pe coperta posterioară cu logo-ul Découvertes (Sfinxul și piramida). Identitatea vizuală este puternică, oamenii pot recunoaște cu ușurință ediții lingvistice diferite. Dar stilul sa schimbat ușor în ediția românească, inclusiv imaginea pe cotorul cărții.

## Recepție
Colecția a fost comentată de magazin cultural Télérama⁠(fr)[traduceți]: „Volumele din colecția Découvertes Gallimard îi împrumuta cinematografului suspansul, literaturii șarmul, cărții de artă frumusețea, iar jurnalismului eficacitatea lor.”

## Ediția în limba română
Cărțile din colecția Découvertes Gallimard au fost selective traduse în limba română. Editura Univers, în colaborare cu Cotidianul, a lansat primele titluri în 2007 sub titlul Découvertes Univers ― Colecțiile Cotidianul. Enciclopedica, cunoscută și sub numele de Enciclopediile Découvertes.